# Nejvyšší nevylezené hory

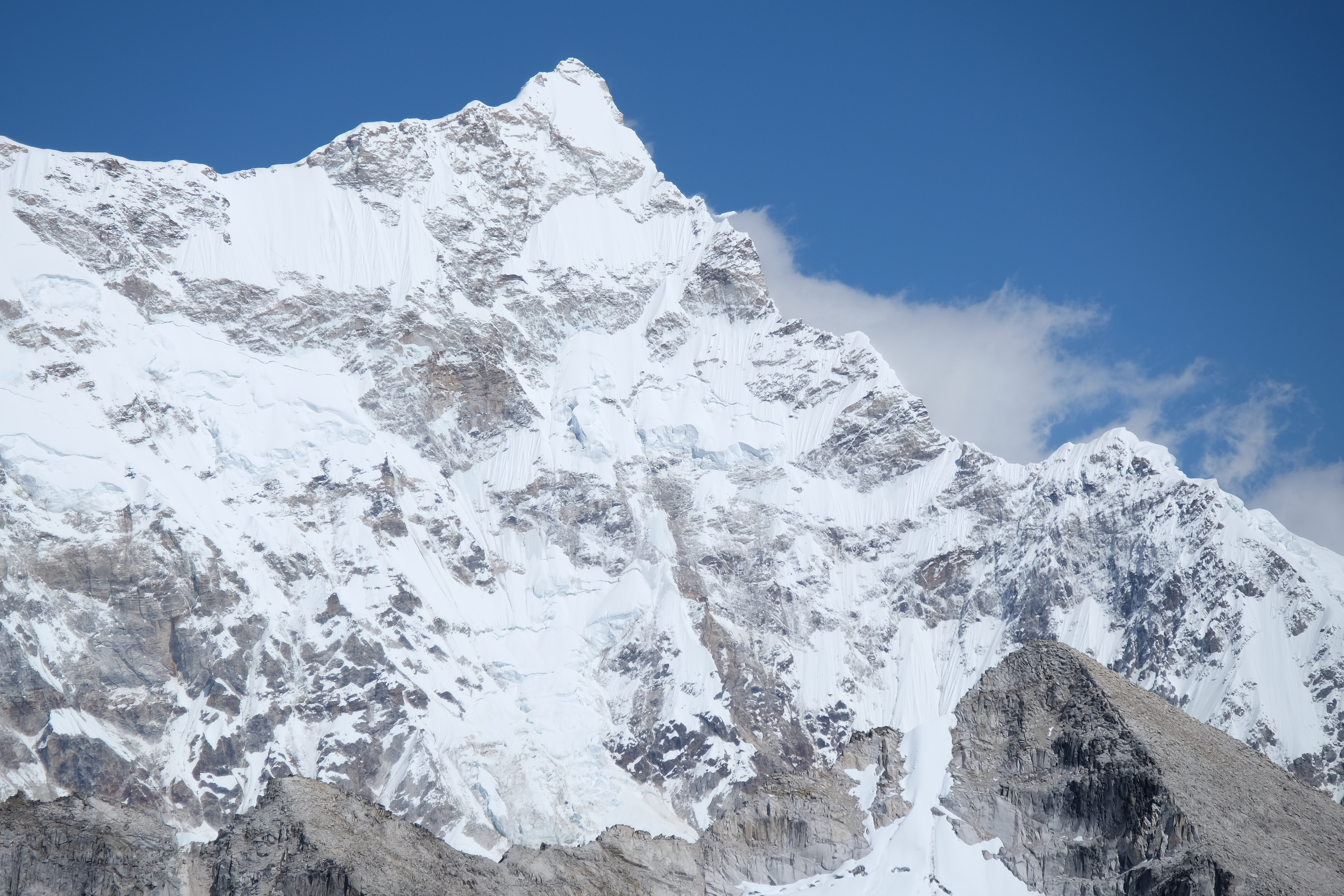
Gangkhar Puensum je nejvyšší hora Bhútánu a zároveň nejvyšší nevylezenou horou světa.

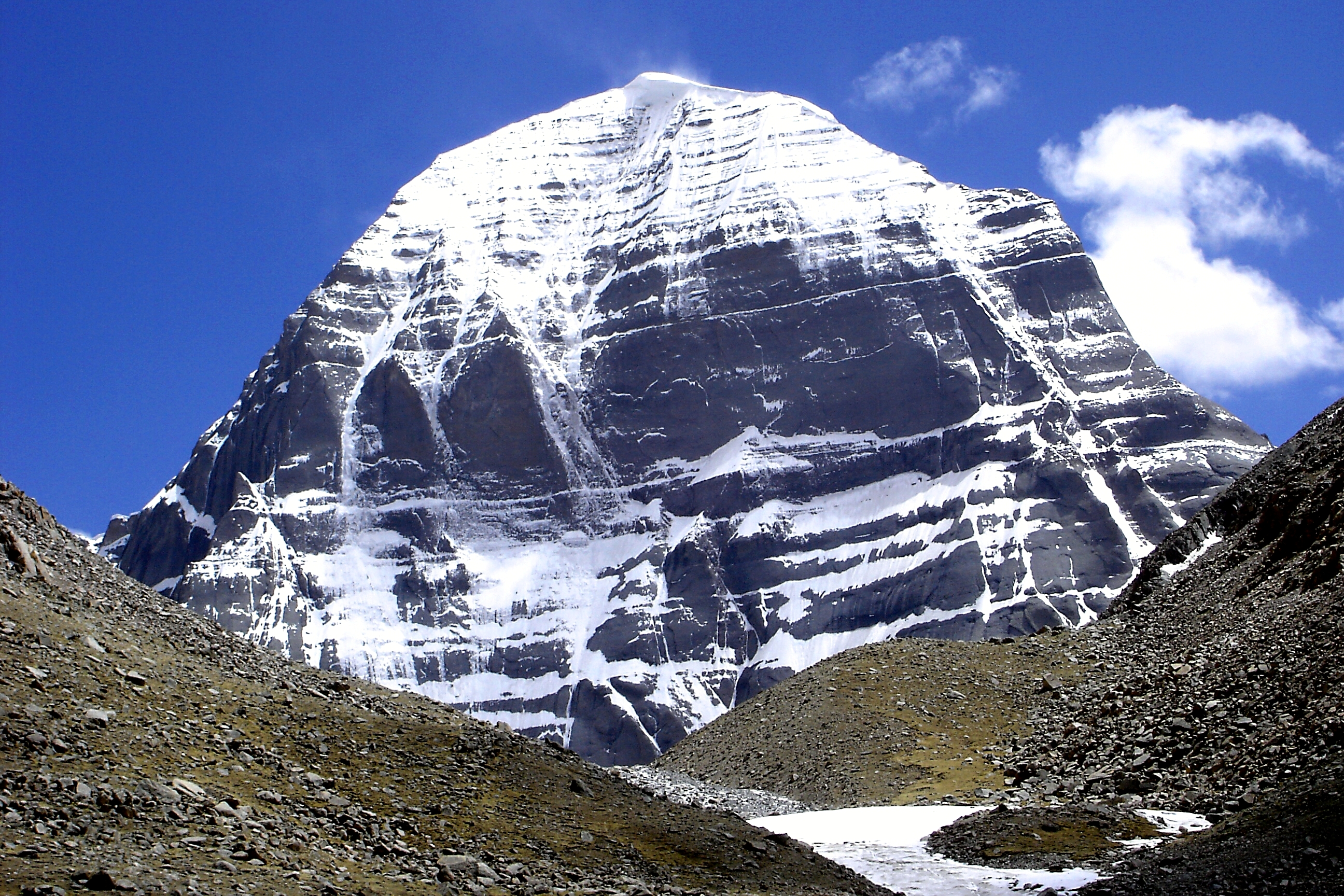
Nejposvátnější tibetská hora Kailás (6 638 m) je nejznámější dosud nevylezená hora.

Nevylezená hora je vrchol hory, na který nebyl proveden prvovýstup. V některých částech světa jsou průzkumy a mapování výstupů stále nespolehlivé. Neexistují žádné komplexní záznamy o trasách průzkumníků, horolezců a místních obyvatel. V některých případech byly i moderní výstupy větších hor špatně zdokumentovány a bez všeobecně uznávaného seznamu lze dosáhnout výsledku při určování nejvyšších nevylezených vrcholů světa na světě jen spekulativně. Většina zdrojů uvádí, že Gangkhar Puensum (7 570 metrů) na hranici mezi Bhútánem a Čínou je nejvyšší horou na světě, na kterou dosud nebyl proveden výstup.
Nevylezené hory jsou někdy označovány jako „panenské vrcholy“. Mnoho panenských vrcholů existuje, protože hora je nedosažitelná kvůli geografické izolaci nebo politické nestabilitě. Některé hory zůstávají nevylezeny kvůli náboženskému přesvědčení, jelikož země nebo region, kde hory leží, považují vrcholy za posvátné a měly by zůstat nedotčené. Dalším důvodem, proč zůstávají některé vrcholy nedotčené je velká atraktivita vysoké nadmořské výšky a menší vrcholy, i když stále velmi impozantní, jednoduše získají méně pozornosti a místo pokusů o výstup na ně bývá upřednostňována snaha vylézt na nejvyšší vrcholy novou cestou nebo v zimní sezóně.

## Definice vrcholu
Mnoho hor, kromě jejich nejvyššího vrcholu, mají také vrcholy vedlejší. Obecně platí, že topografický význam vrcholu nebo vedlejšího vrcholu, stejně jako topografická prominence určují, zda je vrchol považován za nezávislý vrchol nebo vrchol vedlejší. Neexistuje jednotné kritérium pro všechna světová pohoří, to se obvykle volí vzhledem k charakteru pohoří nebo oblasti. Například v USA se za samostatný vrchol obvykle považují hory s prominencí nad 500 stop (asi 152 m). Pro alpské nebo tatranské hory se většinou používá prominence 100 metrů. Pro české hory byla v rámci projektu Tisícovky Čech, Moravy a Slezska zvolena prominence minimálně 15 metrů (a izolace 400 m) pro tzv. hlavní vrcholy a 5 metrů (a izolace 200 m) pro vedlejší vrcholy. V roce 1994 Mezinárodní horolezecká federace (UIAA) klasifikovala v Alpách 82 vrcholů, které byly nejméně 4 000 m nad hladinou moře a nejméně 30 m topografického výběžku nad každou sousední horou.

## Ověření nevylezeného stavu
Může být obtížné určit, zda nebyl na vrchol hory proveden výstup. Dlouho předtím, než začalo v polovině 19. století moderní horolezectví, lidé cestovali na vrcholky hor. Archeologické vykopávky v Andách ukázaly, že lidé v předhistorických dobách cestovali až do výšky 6 739 m. Stálá sídliště až do výšky 4 500 m byla založena již před 12 000 lety v Andách. Ve Lhase v Tibetu, který leží ve výšce 3 650 m, a v mnoho menších osadách v Himálaji se daří ve výškách přesahujících 4 000 m. Vzhledem k tomu, že lidé žijí ve vysoké nadmořské výšce po mnoho tisíciletí, mohly být vrcholy v minulosti vylezeny. Mnohé regiony daleko od osad však nikdy nebyly prozkoumány, zejména proto, že některé vysoké vrcholy ve vysokých horách jsou tak vzdálené, že byly místním obyvatelům neznámé, když je poprvé spatřili evropští průzkumníci.

## Gangkhar Puensum
Gangkhar Puensum (7 570 m) je nejvyšší horou na světě, na kterou nebyl proveden výstup z hlediska nadmořské výšky. Leží na hranicích mezi Bhútánem a Čínou. Bhútánská vláda od roku 1994 zakázala horské expedice do oblastí hor vyšších než 6 000 metrů nad mořem. Důvody zákazu jsou ekologické i náboženské.

## Nejvyšší nevylezený nezakázaný vrchol
Na základě kritérií Mezinárodní horolezecké federace byla Muču Kiš (7 452 m) s prominencí 263 m v Pákistánu až do roku 2024 nejvyšší hora na světě, na kterou nebyl proveden výstup, přestože na ni není náboženský nebo politický zákaz. Dalšími nevylezenými horami jsou Kabru (7 318 m) s prominencí 100 m, Lapče Kang III (7 250 m) s prominencí 570 m a Kardžiang(7 221 m) s prominencí 895 m.

## Nevylezený vrchol s největší prominencí
Nevylezené hory s vysokou topografickou prominencí jsou samozřejmě nezávislé hory, které mají relativně malou výšku. Na takové vrcholy možná existuje nezdokumentovaný výstup.
Sauyr Zhotasy 3 800 m, (prominence 3 252 m), nejvyšší bod v pohoří Saur na hranici mezi Kazachstánem a Čínou a Mount Siple 3 110 m, (prominence 3 110 m) na Sipleovém ostrově u pobřeží Antarktidy, nemají žádné záznamy o úspěšných výstupech. Nelze potvrdit stav každého z těchto vrcholů, ačkoli Mount Siple je v současné době ve vzdáleném, neobydleném a zřídka navštěvovaném místě.

## Seznam nejvyšších nevylezených vrcholů
Následující vrcholy s minimálním výběžkem 150 m, které byly považovány za nevylezené k srpnu 2018.
| Pořadí | Název                       | Výška (m) | Prominence | Pohoří    | Území           |
| ------ | --------------------------- | --------- | ---------- | --------- | --------------- |
| 1      | Gangkhar Puensum            | 7570      | 2995       | Himálaj   | Bhútán / Čína   |
| 2      | Kunjang Kiš West            | 7350      | 202        | Karákóram | Pákistán        |
| 3      | Summa Ri                    | 7302      | 246        | Karákóram | Pákistán / Čína |
| 4      | Lapče Kang III              | 7250      | 570        | Himálaj   | Čína            |
| 5      | Apsarasas Kangri I          | 7243      | 607        | Karákóram | Indie / Čína    |
| 6      | Kardžiang                   | 7221      | 895        | Himálaj   | Čína            |
| 7      | Tongšandžiabu               | 7207      | 1757       | Himálaj   | Bhútán / Čína   |
| 8      | Skjang Kangri West          | 7174      | 194        | Karákóram | Pákistán / Čína |
| 9      | Yermanendu Kangri           | 7163      | 163        | Karákóram | Pákistán        |
| 10     | Čamar South                 | 7161      | 219        | Himálaj   | Nepál           |
| 11     | Namčhe Barwa II             | 7146      | 166        | Himálaj   | Čína            |
| 12     | Čongtar Kangri NE           | 7145      | 205        | Karákóram | Čína            |
| 13     | Asapurna I                  | 7140      | 262        | Himálaj   | Nepál           |
| 14     | Urdok Kangri II             | 7137      | 321        | Karákóram | Pákistán / Čína |
| 15     | Praqpa Kangri               | 7134      | 668        | Karákóram | Pákistán        |
| 16     | Mandu Kangri                | 7127      | 630        | Karákóram | Pákistán        |
| 17     | Annapurna Dakšin North East | 7126      | 151        | Himálaj   | Nepál           |
| 18     | Teri Kang                   | 7125      | 454        | Himálaj   | Bhútán / Čína   |
| 19     | Sanglung                    | 7095      | 995        | Himálaj   | Čína            |